# Pere Carreras
Pere Carreras (Barcelona, Circa de 1919) es un exbaloncestista español que fue internacional por España 8 veces.

## Trayectoria
Se inicia en el baloncesto en el Colegio Liceo francés y después en el segundo equipo del Patrie, junto con su hermano Miquel Carreras. Ficha con 22 años por el FC Barcelona,  permaneciendo más de 9 lustros en el club, primero como jugador y luego en tareas administrativas. Fue ocho veces internacional por España y pudo haber disputado el Mundial de 1950, pero no participó por estar ayudando en la construcción del Camp Nou.